# Genlisea tuberosa
Genlisea tuberosa är en tätörtsväxtart som beskrevs av Rivadavia, Gonella och A.Fleischm.. Genlisea tuberosa ingår i släktet Genlisea och familjen tätörtsväxter. Inga underarter finns listade i Catalogue of Life.